# گورستان مخی ۲
گورستان مخی ۲ مربوط به دوره اشکانیان است و در شهرستان کنارک، بخش زرآباد، دهستان شرقی، ۵۰ کیلومتری جنوب شرق جهلو، ۱۰/۵ کیلومتری شرق درک، ۵ کیلومتری شمال جد واقع شده و این اثر در تاریخ ۲۶ اسفند ۱۳۸۷ با شمارهٔ ثبت ۲۵۸۵۸ به‌عنوان یکی از آثار ملی ایران به ثبت رسیده است.